# Fernmeldeturm Riegelstein

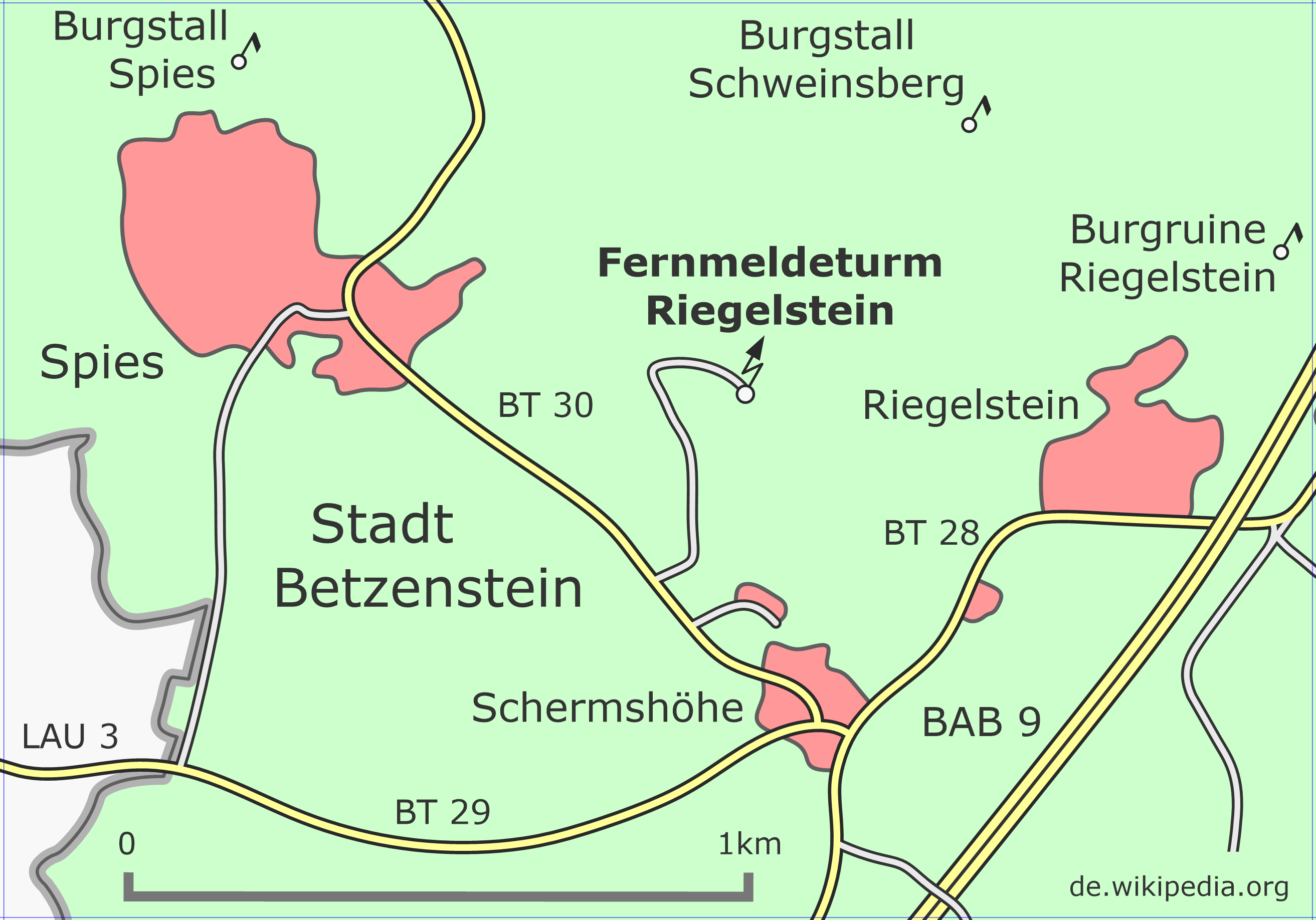
Umgebungskarte des Fernmeldeturms Riegelstein

Der Fernmeldeturm Riegelstein ist ein 135 Meter hoher Fernmeldeturm der Deutschen Funkturm. Er befindet sich auf dem Gipfelplateau der Hohen Reut zwischen den beiden Betzensteiner Ortsteilen Spies und Riegelstein in der Fränkischen Schweiz, ein wenig westlich der Bundesautobahn 9. Baulich handelt es sich um einen Typenturm des Typs FMT 2. Auf das Gipfelplateau der Hohen Reut führen Wanderwege, die in Spies und Riegelstein beginnen. Vom westlichen Ortsrand der Schermshöhe aus zweigt von der  BT 30 eine schmale Zufahrtsstraße ab, die zum Areal des Fernmeldeturmgeländes hinaufführt.  
Neben dem nichtöffentlichen Richtfunk und dem Mobilfunk diente der Fernmeldeturm Riegelstein lange Zeit als Füllsender für das analoge Fernsehen, um das schwierig zu versorgende Gebiet auszuleuchten. Mit der Umstellung auf DVB-T wurden die analogen Fernsehprogramme ersatzlos abgeschaltet.

## Analoges Fernsehen (PAL)
Vom Fernmeldeturm Riegelstein wurden folgende analogen Fernsehprogramme ausgestrahlt:
| Kanal | Frequenz (MHz) | Programm                        | ERP (kW) | Sendediagramm rund (ND)/ gerichtet (D) | Polarisation horizontal (H)/ vertikal (V) |
| ----- | -------------- | ------------------------------- | -------- | -------------------------------------- | ----------------------------------------- |
| 39    | 615,25         | ZDF                             | 1        | ND                                     | H                                         |
| 46    | 671,25         | Bayerisches Fernsehen (Franken) | 1        | ND                                     | H                                         |